# Jerusalem (dokumentarfilm)
 For alternative betydninger, se Jerusalem (flertydig). (Se også artikler, som begynder med Jerusalem)
Jerusalem er en amerikansk-dansk dokumentarfilm fra 2014 instrueret af Daniel Ferguson.

## Handling
Jøder, kristne og muslimer har ofte været i konflikt med hinanden, og dog bor de side om side i Jerusalem. Tre forskellige piger guider seerne gennem hver deres særlige del af byen, og de viser dermed deres fælles arv og kærlighed til det område, der nærer deres tro.